# Mittet
Mittet és un petit poble situat a la part nord del municipi de Rauma, comtat de Møre og Romsdal, Noruega. Està situat a la costa sud del Langfjorden. Mittet té una població al voltant de 150 habitants. Té un supermercat, un benzinera, i un càmping. L'església d'Holm es troba a uns 7 quilòmetres a l'oest del poble.
El riu Mittetelva travessa el poble i desemboca al Langfjorden. El riu travessa la propera vall del riu Mittet i hi viuen truita i el salmó.